# Vatomandry (district)
Vatomandry is een district van Madagaskar in de regio Atsinanana. Het district telt 132.565 inwoners (2011) en heeft een oppervlakte van 2.620 km², verdeeld over 17 gemeentes. De hoofdplaats is Vatomandry, waar voormalig president Didier Ratsiraka geboren is.